# مسحاة

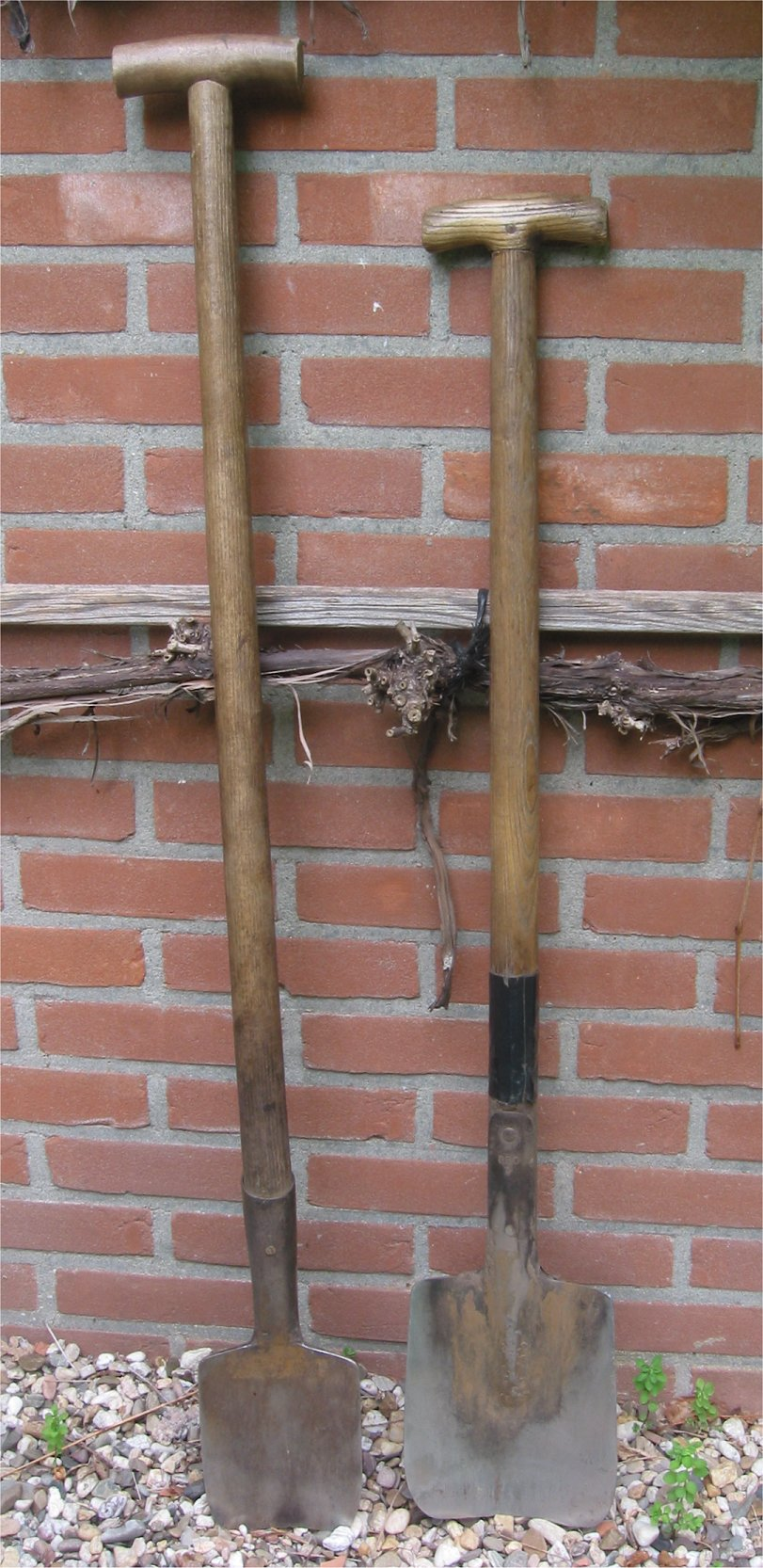
مسحاة صغيرة للتربة الصلصالية، وأخرى أكبر للتربة الرملية والطفالية.

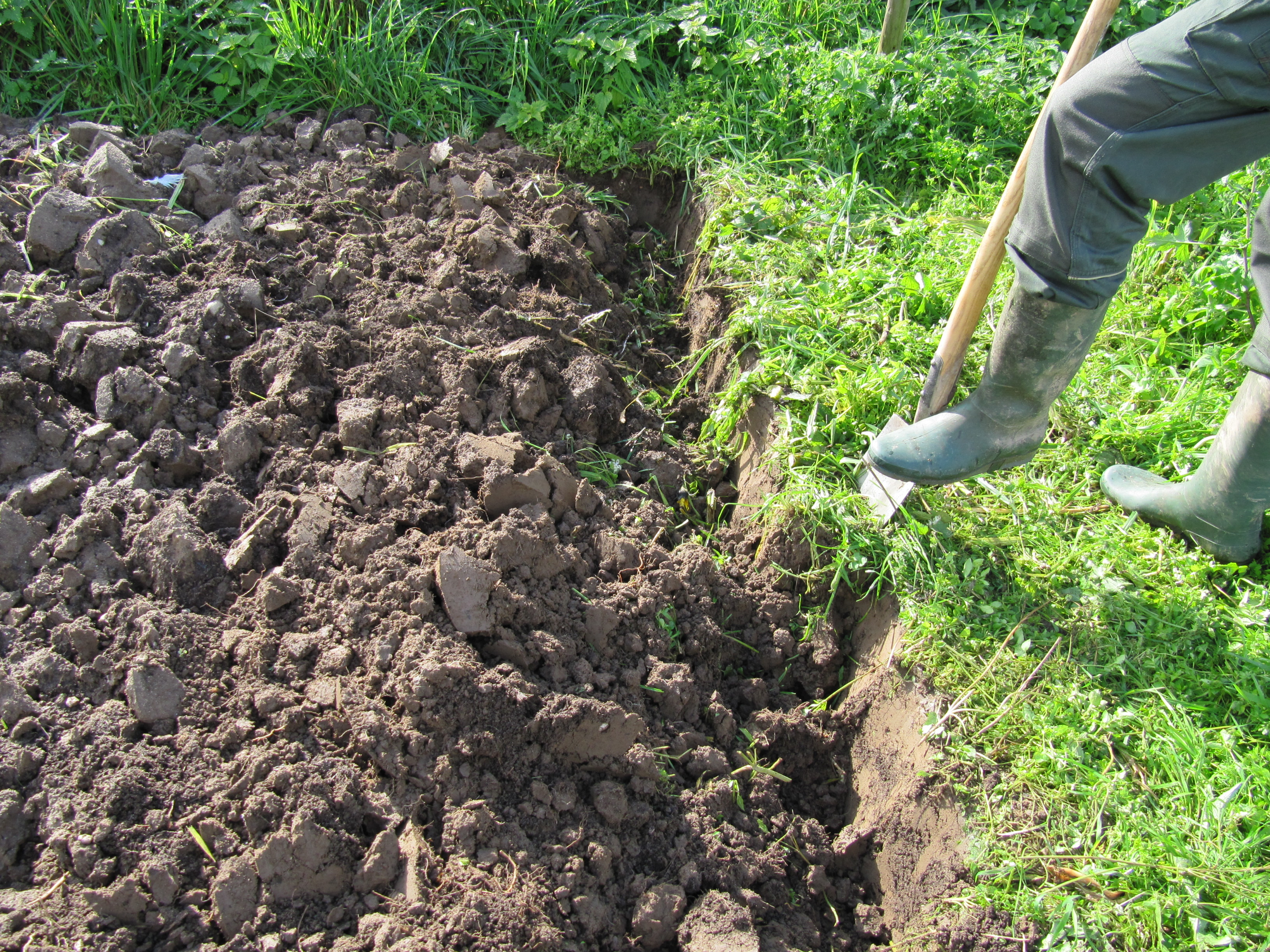
رجل يحفر الأرض باستخدام مسحاة

المَرَّ أو الرَّفش أو المِسْحَاة (الجمع: المَسَاحِي، مَسَاحٍ) أو المِجراف هي أداة صممت خصيصا للحفر أو لقطع جذور النباتات. وقد تُستخدم أيضًا لنقل الحبوب، أو لنيل الشيء البعيد (كالخبز من الفرن) كانت قديما تصنع من الخشب ثم تطورت لتصنع أطرافها من فلزات كي تكون حادة.[بحاجة لمصدر]